# Florian Zarzycki
Florian Zarzycki (ur. 3 maja 1916 w Postronnie, zm. ok. 26 maja 1944 w Ostrowcu Świętokrzyskim) – partyzant polski.
Działał w ludowym ruchu partyzanckim na terenie Sandomierszczyzny. Zamordowany ok. 26 maja 1944 r. w więzieniu w Ostrowcu Świętokrzyskim. Pochowany został na cmentarzu parafialnym w Klimontowie, powiat sandomierski.